# 1906-os San Franciscó-i földrengés

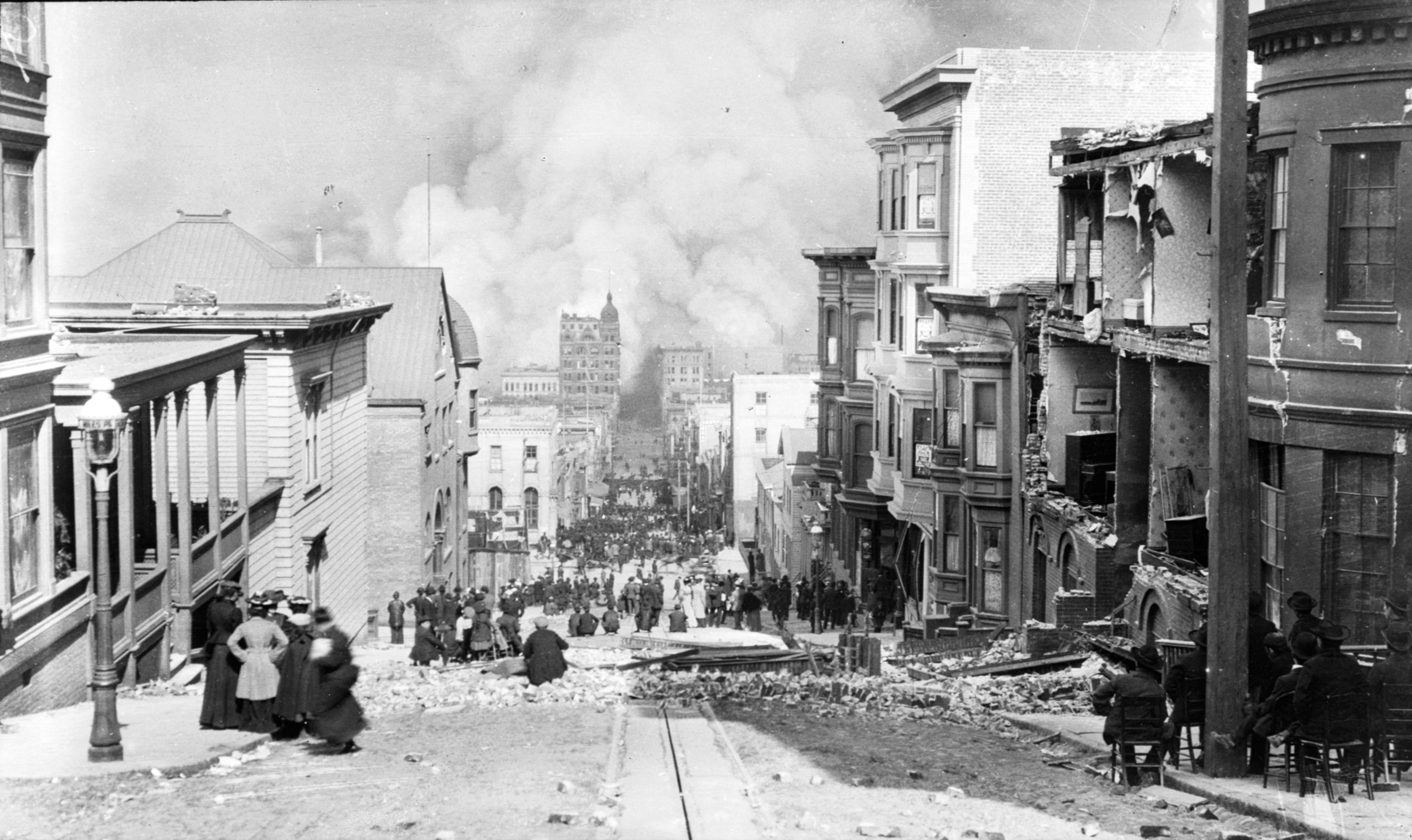
Arnold Genthe híres fotója a Sacramento Streetről a földrengés után

Az 1906-os San Franciscó-i nagy erejű földrengés 1906. április 18-án, kedden 5 óra 12 perckor rázta meg az egyesült államokbeli San Francisco városát és Észak-Kalifornia partvidékét. A rengés ereje 7,7 és 8,25 közöttire tehető az MMS-skálán, illetve a legszélesebb körben elfogadott becslés szerint 7,9-es erősségű volt. Epicentruma a nyílt tengeren, nagyjából 3 km-re volt a várostól, közel Mussel Rockhoz. A rengés a Szent András-törésvonal mentén haladt észak és déli irányba egyaránt, 477 km-en keresztül, így Oregontól Los Angelesig, illetve a kontinens belseje felé Nevadáig érezhető volt. A földrengést, valamint az azt követő tűzvészt az Amerikai Egyesült Államokat ért legnagyobb természeti katasztrófák között tartják számon, melynek több mint 3000-en estek áldozatául. Az anyagi károk a 2005-ös Katrina hurrikán pusztításához mérhetőek.